# Der Fischer und seine Frau
Der Fischer und seine Frau ist ein Film der deutschen Regisseurin und Autorin Doris Dörrie aus dem Jahr 2005, zu dem sie von Vom Fischer und seiner Frau, einem Märchen der Brüder Grimm, inspiriert wurde.

## Handlung
Der auf Fische spezialisierte Tierarzt Otto trifft in Japan die Modeschöpferin Ida. Sie heiraten dort. Zur Hochzeit bekommen sie einen japanischen Glücksbringer, eine Katze, nämlich eine Maneki Neko, geschenkt, die ihnen Glück und Wohlstand bringen soll.
Zurück in Deutschland wohnen beide in Ottos Wohnwagen. Ida wird jedoch bald schwanger, weshalb das Paar in eine Wohnung umzieht. Mühsam kommen sie über die Runden. Während Otto sich aber als gelassener Lebenskünstler, Hausmann und Vater präsentiert, dem ein einfaches Leben zum Glücklichsein völlig reicht, will Ida mit ihrer Mode im Koi-Design Geld verdienen und träumt von einem besseren Leben. Sie arbeitet Tag und Nacht, und nach den ersten Erfolgen kann die Familie in eine größere und modernere Wohnung umziehen. Der Erfolg von Idas Kreationen hält an. Sie reist geschäftlich nach Japan, während Otto mit dem Kind zu Hause bleibt. Die Entfremdung des Ehepaares zeigt sich immer deutlicher, und nachdem Ida sich eine Luxusvilla – mit einer riesigen Maneki Neko davor – leisten kann, scheint die Beziehung am Ende. Otto zieht wieder zu seiner Mutter und Ida zu ihrer Familie.
Zum Schluss finden die beiden wieder zueinander und ziehen in den alten Wohnwagen.

## Kritik
„Unterhaltsam-anregendes Lehrstück auf der Grundkonstellation des Grimmschen Märchens, das formal abwechslungsreich und fantasievoll die vielschichtigen Probleme beschreibt, die entstehen, wenn Selbstverwirklichungsansprüche, Familiengründung, Liebe und moderne Rollenzuschreibungen zu Überforderungen führen.“